# 和泉市立緑ヶ丘小学校
和泉市立緑ケ丘小学校（いずみしりつ みどりがおかしょうがっこう） は、大阪府和泉市南部の緑ケ丘地区にある公立小学校。

## 沿革
- 1973年4月1日 - 和泉市立南池田小学校より分離開校。当初は南池田小学校内に仮校舎を置く。
- 1973年5月9日 - 南池田小学校講堂を仮校舎として独立。
- 1973年12月23日 - 校舎完成に伴い現在地に移転。
- 1974年5月17日 - 新校舎竣工式、校章・校歌決定、創立記念日とする。
- 1976年11月30日 - 体育館竣工。
- 1977年7月18日 - プール竣工。
- 2006年4月1日 - 児童数の増加に伴い、和泉市立青葉はつが野小学校を分離。

## 通学区域
- 和泉市 緑ケ丘、のぞみ野、まなび野の全域。
- 和泉市 万町、内田町の一部。

卒業生は和泉市立石尾中学校に進学する。

## 交通
- 南海泉北線 和泉中央駅
- 南海バス はつが野2丁目バス停、緑ケ丘団地バス停。